# Wdzydze
Wdzydze je jezero v Polsku zvané také „Kašubské moře“ (Kaszëbsczé mòrze).

## Geografie
Leží v Pomořském vojvodství v regionu Bory Tucholskie. Dělí se na pět menších jezer: Wdzydze, Radolne, Gołuń, Jelenie a Słupinko. Má rozlohu 14,5 km² a maximální hloubku 69 metrů. Největším a jediným obydleným ostrovem je Ostrów Wielki, který je s rozlohou 0,9 km² druhým největším jezerním ostrovem v Polsku. Jezerem protéká řeka Wda. V okolí jezera se nachází Krajinný park Wdzydze, vyhlášený roku 1983. Oblíbenou rekreační aktivitou je rybolov, v jezeře žije mj. pstruh obecný.